# Roberto Ochoa
Roberto Alexander Ochoa Fuentes (San Alejo, 10 marzo 1983) è un ex calciatore salvadoregno, di ruolo centrocampista.

## Caratteristiche tecniche
Mediano, poteva essere impiegato anche come centrocampista centrale o come difensore centrale.

## Carriera

### Nazionale
Ha debuttato in Nazionale il 17 gennaio 2003, nell'amichevole Guatemala-El Salvador (0-0). Ha partecipato, con la Nazionale, alla CONCACAF Gold Cup 2003. Ha collezionato in totale, con la maglia della Nazionale, 10 presenze.